# کلمب (دهانه)
کلمب یک دهانه برخوردی در ماه‌ است.

## دهانه‌های اقماری
این دهانه ۱۰ دهانه اقماری دارد.
| Colombo | عرض جغرافیایی | طول جغرافیایی | قطر          |
| ------- | ------------- | ------------- | ------------ |
| A       | ۱۴.۱° S       | ۴۴.۴° E       | ۴۲.۰ کیلومتر |
| B       | ۱۶.۴° S       | ۴۵.۲° E       | ۱۶.۰ کیلومتر |
| E       | ۱۵.۸° S       | ۴۲.۴° E       | ۱۷.۰ کیلومتر |
| G       | ۱۳.۹° S       | ۴۳.۹° E       | ۱۰.۰ کیلومتر |
| H       | ۱۷.۴° S       | ۴۴.۱° E       | ۱۴.۰ کیلومتر |
| K       | ۱۵.۸° S       | ۴۶.۴° E       | ۵.۰ کیلومتر  |
| J       | ۱۴.۳° S       | ۴۳.۵° E       | ۷.۰ کیلومتر  |
| M       | ۱۴.۶° S       | ۴۷.۸° E       | ۱۷.۰ کیلومتر |
| P       | ۱۵.۱° S       | ۴۸.۰° E       | ۵.۰ کیلومتر  |
| T       | ۱۸.۹° S       | ۴۵.۴° E       | ۱۰.۰ کیلومتر |